# Stanisław Kuźmiński
Stanisław Kuźmiński (ur. 20 lutego 1895 w Wełże, zm. 28 października 1969 w Paryżu) – pułkownik dyplomowany pilot obserwator inżynier Wojska Polskiego.

## Życiorys
Urodził się w należącym do jego dziadka Feliksa Kuźma–Kuźmińskiego rodzinnym majątku Wełże w powiecie poniewieskim ówczesnej guberni kowieńskiej. Rodzina Kuźma-Kuźmińskich herbu Jastrzębiec pochodziła z terenów Wielkiego Księstwa Litewskiego. Stanisław był synem Jerzego Kuźma-Kuźminskiego (zm. ok. 1918 na tyfus), agronoma, administratora położonych w guberni kurskiej majątków i stadniny należących do Siergieja Rachmaninowa (kompozytora), oraz Władysławy Lesickiej (z Wołynia), która wraz z córką Marylą zaginęła w Rosji podczas rewolucji bolszewickiej. Maturę uzyskał w 1912 roku w Kursku.

### Służba w Armii Imperium Rosyjskiego
W 1912 podjął studia w Michajłowskiej Szkole Artylerii w Petersburgu. Po wybuchu I wojny światowej, został 24 sierpnia 1914 przydzielony w stopniu podporucznika do 69 konnej baterii artylerii polowej i wysłany na front w Galicji. Odznaczył się w czasie pierwszego szturmu na twierdzę w Przemyślu, w zwalczaniu wypadów jej garnizonu (17 września –10 października 1914), oraz w bitwach o Przełęcz Dukielską i pod Stanisławowem, gdzie 27 stycznia 1915 został ciężko kontuzjowany. 
W czerwcu został przydzielony jako nadetatowy obserwator do 18 eskadry lotniczej (18 Korpus Armijny), biorąc udział w 12 lotach bojowych nad linią frontu, a następnie w grudniu został skierowany do Kijowskiej Szkoły Lotników Obserwatorów, a po jej ukończeniu w kwietniu 1916 powrócił na front do 18 eskadry. Po wykonaniu 54 lotów bojowych, we wrześniu 1916 został skierowany do Sewastopolskiej Szkoły Pilotów i w marcu 1917 uzyskał przydział jako pilot do 1 Turkmeńskiej Eskadry nad Styrem, w końcowym okresie jako jej dowódca, gdzie w czasie walk z początkowego składu eskadry pozostał tylko on i jeszcze jeden oficer. W czasie trzech lat walk został wielokrotnie odznaczony za dzielność.

### Służba w polskich formacjach wojskowych w Rosji oraz Armii Polskiej we Francji
Po wybuchu rewolucji bolszewickiej dołączył w październiku 1917 jako jeden z pierwszych pilotów do utworzonego 19 sierpnia 1917 w Mińsku (na Białorusi) I Polskiego Oddziału Awiacyjnego przy I Korpusie gen. Dowbor-Muśnickiego, który był pierwszą jednostką lotniczą Wojska Polskiego, gdzie dowodził eskadrą i wkrótce został awansowany do stopnia kapitana. Po rozwiązaniu tego oddziału na wiosnę 1918, w okresie luty–kwiecień 1918 dowodził ochotniczo 2 baterią konną Korpusu. Między czerwcem i listopadem 1918 służy w komisji werbunkowej tajnej Polskiej Organizacji Wojskowej w Kijowie i jest też jej łącznikiem z konsulem francuskim w Moskwie, po czym przedostaje się do I Oddziału Awiacyjnego Wojska Polskiego powstałego przy 4 Dywizji Strzelców Polskich dowodzonej przez gen. Lucjana Żeligowskiego na Kubaniu, która wkrótce weszła w skład francuskiego korpusu interwencyjnego. Przesunięty z Kubania do Odessy w został 19 stycznia 1919 ciężko ranny z nogę w czasie walk z bolszewikami o komorę celną i hospitalizowany na pokładzie francuskiego okrętu wojennego. W tym czasie przedstawiono go do odznaczenia Legią Honorową, lecz w wyniku intryg prowadzonych przez kolegów, został zmuszony do odmówienia jej przyjęcia, co stanowiło później formalną przeszkodę w otrzymaniu francuskich odznaczeń. Po wyleczeniu, dotarł przez Rumunię do Armii Polskiej we Francji, gdzie w kwietniu 1919 odkomenderowano go do 581 Eskadry Wywiadowczej w Lotaryngii jako pilota przydanego dla jej polonizacji. Po przyjeździe Armii Hallera do Polski w czerwcu 1919 eskadra ta weszła w skład II Grupy Lotniczej stacjonującej na Froncie Wołyńskim.

### Służba w Wojsku Polskim
W listopadzie 1919 przeszedł do 10 eskadry wywiadowczej, która wiosną 1920 roku działała na froncie w rejon Mozyrza (powstała ona z dawnego Oddziału Awiacyjnego przy dywizji Żeligowskiego). W eskadrze tej był zastępcą dowódcy do spraw technicznych, a w związku z przezbrajaniem eskadr w nowe samoloty odkomenderowano go w kwietniu 1920 do Departamentu Żeglugi Powietrznej jako odbiorcę sprzętu lotniczego. W czerwcu 1920 ochotniczo dowodził plutonem lekkich samochodów pancernych. W lipcu objął dowództwo 4 Eskadry Wywiadowczej po ciężko rannym kpt. Stanisławie Rybce, która z Hrubieszowa wykonywała loty dla Grupy Operacyjnej Jazdy. W 1920 roku został zweryfikowany jako major aeronautyki, a jego jednostką macierzystą od 29 sierpnia 1921 do 5 stycznia 1929 był 3 pułk lotniczy w Poznaniu. Po zawieszeniu broni od listopada 1920 do października 1922 roku był zastępcą komendanta i dyrektorem nauk w Oficerskiej Szkole Obserwatorów i Strzelców Lotniczych w Toruniu. Z dniem 2 listopada 1923 został odkomenderowany do Wyższej Szkoły Wojennej w Warszawie w charakterze słuchacza III Kursu Doszkolenia. Z dniem 15 października 1924, po ukończeniu kursu i otrzymaniu dyplomu naukowego oficera Sztabu Generalnego, został przydzielony do Wyższej Szkoły Wojennej na stanowisko asystenta. 1 grudnia 1924 awansował na podpułkownika. Po odejściu z WSWoj oficerów francuskich został pierwszym polskim oficerem, który objął katedrę lotnictwa. W 1926 roku został skierowany na 6-miesięczny staż do Francji, gdzie zastał go zamach majowy. Po powrocie znalazł się w centrum intryg, a sytuacji jego nie ułatwiało to, że jego żona była bratanicą prezydenta RP Stanisława Wojciechowskiego. Jednak dzięki sprzeciwowi Józefa Piłsudskiego nie został skierowany na emeryturę.
31 października 1927 został wyznaczony na stanowisko zastępcy dowódcy 1 pułku lotniczego w Warszawie. 5 listopada 1928 został przeniesiony do Departamentu Lotnictwa Ministerstwa Spraw Wojskowych na stanowisko szefa wydziału. W latach 1928–1931 pełnił funkcję redaktora „Przeglądu Lotniczego”. 27 kwietnia 1929 został zatwierdzony na stanowisku II zastępcy szefa Departamentu Lotnictwa Ministerstwa Spraw Wojskowych. 28 stycznia 1930 został przesunięty na stanowisko I zastępcy szefa Departamentu Aeronautyki Ministerstwa Spraw Wojskowych.
W wyniku różnicy zdań z ówczesnym szefem departamentu, pułkownikiem Ludomiłem Rayskim dotyczącej polityki zakupu samolotów wystąpił o zgodę na podjęcie studiów w École Supérieure d’Aéronautique w Paryżu.
3 sierpnia 1931 został zwolniony z zajmowanego stanowiska służbowego „z równoczesnym oddaniem do dyspozycji szefa Departamentu Aeronautyki MSWojsk. i zachowaniem dotychczasowego dodatku służbowego”. Z dniem 1 października 1931 roku został przeniesiony z dyspozycji na dwuletnie studia we Francji. Studia ukończył w 1933 roku z dyplomem inżyniera z dziesiątą lokatą, najwyższą wśród cudzoziemskich absolwentów. Po powrocie z Paryża został wyznaczony na stanowisko dowódcy 4 pułku lotniczego w Toruniu, którym dowodził w okresie kwiecień 1934 – maj 1936. 28 czerwca 1935 został awansowany na pułkownika ze starszeństwem z dniem 1 stycznia 1935 i 1. lokatą w korpusie oficerów aeronautyki. W 1936 został przeniesiony do Warszawy dla zorganizowania Wyższej Szkoły Lotniczej przy Wyższej Szkole Wojennej, której został komendantem.

### Kampania wrześniowa 1939, niewola i emigracja
24 sierpnia 1939 na wniosek gen. T. Kutrzeby objął stanowisko dowódcy lotnictwa Armii „Poznań”. W związku z planowanym zwrotem zaczepnym Armii, który doprowadził do Bitwy nad Bzurą, działając w porozumieniu z gen. Kutrzebą nie wykonał rozkazu Naczelnego Dowództwa przekazania pozostałych Armii samolotów w rejon Lublina, dzięki czemu niemal do końca bitwy miała ona wsparcie wywiadowcze z powietrza. W ostatniej fazy bitwy został 22 IX w Brzozowie ranny (rana szarpana podudzia i pękniecie rogówki prawego oka) i dostał się do niewoli niemieckiej.
Po leczeniu w szpitalu w Błoniu i Łodzi, w końcu przeniesiony został do Szpitala Ujazdowskiego w Warszawie. Ponieważ gen. Władysław Sikorski organizujący Wojsko Polskie we Francji zamierzał powierzyć Kuźmińskiemu funkcję Dowódcy Lotnictwa, zostało wydane polecenie, aby wydostać go z niewoli i przerzucić do Francji. Przygotowując tę akcję przedłużano mu pobyt w szpitalu, jednak na kilkanaście godzin przed jej wyznaczonym terminem 12 lutego 1940 został wraz z innymi oficerami niespodziewanie wywieziony przez Niemców i osadzony początkowo w Oflagu XIIA Hadamar, a od maja 1942 w Oflagu VIIA Murnau na terenie Niemiec. W czasie pobytu w obozie był jednym z wykładowców tajnych kursów przygotowujących do studiów w Wyższej Szkole Wojennej. Uwolniony 29 kwietnia 1945 przez wojska amerykańskie przyłączył się 16 czerwca 1945 do Polskich Sił Zbrojnych, został skierowany do Polskiego Korpusu Przysposobienia i Rozmieszczenia (od 15 czerwca 1946 w Officers Centre Nicee) gdzie uczył się jubilerstwa. Honorowo zwolniony ze służby 23 kwietnia 1948.
Posiadanie francuskiego dyplomu inżynierskiego ułatwiło mu uzyskanie pracy, początkowo w firmie wytwarzającej urządzenia centralnego ogrzewania w Nicei, następnie, po przeprowadzce do Paryża w firmie wyrobów z tworzyw sztucznych, by w 1950 roku w oparciu o własny wynalazek założyć wspólnie z Henrykiem Prusem firmę Aviaplastique produkującą wytłaczarki do tworzyw sztucznych. Zmarł nagle w domu, 28 października 1969 w swoim domu w Paryżu, po powrocie z Londynu, gdzie uczestniczył w Zjeździe Absolwentów i Wychowawców Wyższej Szkoły Wojennej. Pochowany w Saint-Brevin-les-Pins we Francji.

### Rodzina
29 października 1922 roku w Warszawie poślubił Janinę Zofię Wojciechowską (ur. 10 lipca 1898 w Warszawie, zm. 22 września 1979 w Ballainvilliers pod Paryżem, pochowana wraz z mężem), córkę Władysława i Aleksandry Sosnowskiej, bratanicę Stanisława Wojciechowskiego, prezydenta RP. Mieli jedyną córkę Hannę Marię Kuźmińską-Ratajczak (ur. 1924, zm. w 1964 w Paryżu), więźniarkę Ravensbrück i czworo wnucząt.

## Awanse
- podporucznik – sierpień 1914
- kapitan – 1917
- major – 1920 zweryfikowany ze starszeństwem z dniem 1 czerwca 1919 roku[24]
- podpułkownik – 1 grudnia 1924 roku ze starszeństwem z dniem 15 sierpnia 1924 roku i 6. lokatą w korpusie oficerów aeronautycznych[7]
- pułkownik – 27 czerwca 1935 roku ze starszeństwem z dniem 1 stycznia 1935 roku i 1. lokatą w korpusie oficerów aeronautyki[25]

## Ordery i odznaczenia
- Krzyż Komandorski Orderu Odrodzenia Polski
- Krzyż Niepodległości (25 stycznia 1933)[26]
- Krzyż Oficerski Orderu Odrodzenia Polski (11 listopada 1937)[27]
- Krzyż Walecznych (1922)[28]
- Złoty Krzyż Zasługi (17 marca 1930)[29]
- Medal Pamiątkowy za Wojnę 1918–1921
- Medal Dziesięciolecia Odzyskanej Niepodległości
- Srebrny Medal za Długoletnią Służbę
- Brązowy Medal za Długoletnią Służbę
- Odznaka za Rany i Kontuzje
- Odznaka Pilota
- Odznaka Obserwatora

- Szabla św. Jerzego (Rosja)[1]
- Order św. Włodzimierza z mieczami IV klasy (Rosja)[1]
- Order św. Anny z mieczami II, III i IV klasy (Rosja)[1]
- Order św. Stanisława z mieczami II i III klasy (Rosja)[1]
- Komandor Orderu Korony Rumunii (Rumunia)
- Medal Zwycięstwa (międzysojuszniczy)
- Włoska Odznaka Pilota[30]

## Publikacje
Był encyklopedystą. Został wymieniony w gronie edytorów ośmiotomowej Encyklopedii wojskowej wydanej w latach 1931–1939. Wchodził w skład komitetu redakcyjnego tej encyklopedii. Napisał również Vademecum aeronautyki wojskowej (Wyd. Dep. Lotn. M. S. Wojsk. 1928) oraz liczne artykuły w Przeglądzie Lotniczym i innych czasopismach wojskowych.